# Seznam velvyslanců v Česku
Toto je seznam velvyslanců v Česku. Někteří velvyslanci zastupují svou zemi přímo v Praze, někteří jsou jmenováni k zastupování několika států a mohou sídlit mimo české území.

## Úřadující velvyslanci vČesku
| Vysílací stát                    | Datum předání pověřovacích listin | Místo residenčního velvyslanectví | Velvyslanec                                                            |
| -------------------------------- | --------------------------------- | --------------------------------- | ---------------------------------------------------------------------- |
| Afghánistán                      |                                   | Praha, Česko                      | Shahzad Gul Aryobee                                                    |
| Albánie                          |                                   | Praha, Česko                      | Ilirian Kuka                                                           |
| Alžírsko                         | 21. září 2022                     | Praha, Česko                      | Belkacem Zeghmati                                                      |
| Andorra                          | 17. srpna 2021                    | Andorra la Vella, Andorra         | Enric Tarrado Vives                                                    |
| Angola                           | 23. února 2022                    | Berlín, Německo                   | Balbina Malheiros Dias Da Silva                                        |
| Antigua a Barbuda                |                                   | Saint John's, Antigua a Barbuda   | Arthur George Belphester Thomas                                        |
| Argentina                        | 4. března 2024                    | Praha, Česko                      | Claudio Javier Rozencwaig                                              |
| Arménie                          | 21. února 2019                    | Praha, Česko                      | Ashot Hovakimian                                                       |
| Austrálie                        |                                   | Varšava, Polsko                   | Lloyd David Hargreave Brodrick                                         |
| Ázerbájdžán                      | 21. října 2020                    | Praha, Česko                      | Adish Mammadov                                                         |
| Bahrajn                          |                                   | Berlín, Německo                   | Abdulla Abdullatif Abdulla Abdullatif                                  |
| Bangladéš                        | 17. srpna 2021                    | Berlín, Německo                   | Mosharraf Hossain Bhuiyan                                              |
| Belgie                           | 5. října 2023                     | Praha, Česko                      | Jurgen van Meirvenne                                                   |
| Bělorusko                        |                                   | Praha, Česko                      | Olga Filimonchik (Chargé d'Affaires a.i.)                              |
| Benin                            |                                   | Berlín, Německo                   | Josseline Louise Marie Da Silva Gbony                                  |
| Bolívie                          |                                   | Vídeň, Rakousko                   | úřad neobsazen                                                         |
| Bosna a Hercegovina              | 21. října 2020                    | Praha, Česko                      | Martina Mlinarević                                                     |
| Brazílie                         | 13. července 2022                 | Praha, Česko                      | Sônia Regina Guimarães Gomes                                           |
| Bulharsko                        | 4. dubna 2023                     | Praha, Česko                      | Dantcho Dobrinov Mitchev                                               |
| Burkina Faso                     |                                   | Vídeň, Rakousko                   | Dieudonné Kere                                                         |
| Burundi                          | 13. července 2022                 | Berlín, Německo                   | Appolonie Nibona                                                       |
| Čad                              | 19. února 2020                    | Berlín, Německo                   | Mariam Ali Moussa                                                      |
| Černá Hora                       |                                   | Vídeň, Rakousko                   | úřad neobsazen                                                         |
| Čína                             | 27. října 2022                    | Praha, Česko                      | Biao Feng                                                              |
| Dánsko                           | 20. prosince 2021                 | Praha, Česko                      | Søren Kelstrup                                                         |
| Dominikánská republika           | 13. července 2022                 | Vídeň, Rakousko                   | Laura Virginia Ramo Faxas de Jorgensen                                 |
| Džibutsko                        | 15. února 2023                    | Berlín, Německo                   | Yacin Houssein Doualé                                                  |
| Egypt                            | 15. února 2023                    | Praha, Česko                      | Mahmoud Mostafa Afifi                                                  |
| Ekvádor                          |                                   | Berlín, Německo                   | úřad neobsazen                                                         |
| Eritrea                          |                                   | Berlín, Německo                   | úřad neobsazen                                                         |
| Estonsko                         | 17. srpna 2021                    | Praha, Česko                      | Gita Kalmet                                                            |
| Etiopie                          | 19. února 2020                    | Berlín, Německo                   | Mulu Solomon Buzuneh                                                   |
| Filipíny                         | 4. dubna 2023                     | Praha, Česko                      | Eduardo Ramos Meñez                                                    |
| Finsko                           | 13. července 2022                 | Praha, Česko                      | Pasi Olavi Tuominen                                                    |
| Francie                          | 4. března 2024                    | Praha, Česko                      | Stéphane Crouzat                                                       |
| Gabon                            |                                   | Libreville, Gabon                 | Samuel-Lambert Ondo                                                    |
| Gambie                           |                                   | Brusel, Belgie                    | Teneng Mba Jaiteh                                                      |
| Ghana                            | 18. října 2023                    | Praha, Česko                      | Doris Adzo Denyo Brese                                                 |
| Gruzie                           | 4. dubna 2023                     | Praha, Česko                      | Tea Maisuradze                                                         |
| Guatemala                        | 9. prosince 2020                  | Vídeň, Rakousko                   | Manuel Estuardo Roldán Barillas                                        |
| Guinea                           |                                   | Berlín, Německo                   | úřad neobsazen                                                         |
| Guinea-Bissau                    | 23. února 2022                    | Lisabon, Portugalsko              | Hélder Jorge Vaz Gomez Lopes                                           |
| Guyana                           |                                   | Londýn, Spojené království        | úřad neobsazen                                                         |
| Honduras                         | 26. října 2023                    | Vídeň, Rakousko                   | Elena María Freije Murillo                                             |
| Chile                            | 21. září 2022                     | Praha, Česko                      | Hernán Pablo Arturo Bascuñán Jiménez                                   |
| Chorvatsko                       | 21. února 2019                    | Praha, Česko                      | Ljiljana Pancirov                                                      |
| Indie                            | 21. října 2020                    | Praha, Česko                      | Hemant Harishchandra Kotalwar                                          |
| Indonésie                        |                                   | Praha, Česko                      | Kenssy Dwi Ekaningsih                                                  |
| Irák                             | 20. prosince 2021                 | Praha, Česko                      | Falah Abdulhasan Abdulsada                                             |
| Írán                             | 21. září 2022                     | Praha, Česko                      | Seyed Majid Ghafeleh Bashi                                             |
| Irsko                            | 18. října 2023                    | Praha, Česko                      | Alan Gibbons                                                           |
| Island                           | 15. února 2023                    | Berlín, Německo                   | Maria Erla Marelsdóttir                                                |
| Itálie                           | 20. prosince 2021                 | Praha, Česko                      | Mauro Marsili                                                          |
| Izrael                           | 17. srpna 2021                    | Praha, Česko                      | Anna Azari                                                             |
| Jamajka                          |                                   | Berlín, Německo                   | Denise Ava-Lou Sealey (Chargé d'Affaires a.i.)                         |
| Japonsko                         | TBA                               | Praha, Česko                      | Nagaoke Kansuke                                                        |
| Jemen                            |                                   | Praha, Česko                      | Omer Hussein Thabet Saba`a                                             |
| Jižní Afrika                     | 15. února 2023                    | Praha, Česko                      | Mosa Ditty Sejosingoe                                                  |
| Jižní Korea                      | 14. července 2023                 | Praha, Česko                      | Hong Young-Ki                                                          |
| Jižní Súdán                      |                                   | Berlín, Německo                   | úřad neobsazen                                                         |
| Jordánsko                        | 2. června 2023                    | Vídeň, Rakousko                   | Haitham Abu Alfoul                                                     |
| Kambodža                         | 4. března 2024                    | Berlín, Německo                   | Thyra Chheang                                                          |
| Kamerun                          |                                   | Moskva, Rusko                     | úřad neobsazen                                                         |
| Kanada                           | 18. října 2023                    | Praha, Česko                      | Emily McLaughlin                                                       |
| Kapverdy                         |                                   | Berlín, Německo                   | úřad neobsazen                                                         |
| Katar                            | 26. října 2023                    | Praha, Česko                      | Nasser Ibrahim M.H. Allenqawi                                          |
| Kazachstán                       | 5. října 2023                     | Praha, Česko                      | Bakyt Dyussenbayev                                                     |
| Keňa                             |                                   | Haag, Nizozemsko                  | Thomas Boniface Amolo (Agréé)                                          |
| Kolumbie                         |                                   | Vídeň, Rakousko                   | Miguel Camilo Ruiz Blanco                                              |
| Komory                           |                                   | Moroni, Komory                    | úřad neobsazen                                                         |
| Konžská demokratická republika   |                                   | Praha, Česko                      | Benoit-Labre Ngala-Mulume Wa Badidike Mibanga (Chargé d'Affaires a.i.) |
| Konžská republika                | 4. března 2024                    | Berlín, Německo                   | Edith Antoinette Itoua                                                 |
| Kosovo                           | 5. října 2023                     | Praha, Česko                      | Albesjana Iberhysaj-Kapitaj                                            |
| Kostarika                        |                                   | Berlín, Německo                   | úřad neobsazen                                                         |
| Kuba                             | 2. června 2023                    | Praha, Česko                      | Saylín Martínez Tarrí                                                  |
| Kuvajt                           |                                   | Praha, Česko                      | Rashed Faleh Alhajri                                                   |
| Kypr                             | 15. února 2023                    | Praha, Česko                      | George S. Yiangou                                                      |
| Kyrgyzstán                       |                                   | Vídeň, Rakousko                   | Bakyt Alijevič Džusupov                                                |
| Laos                             | 26. října 2023                    | Berlín, Německo                   | Mayboui Xayavanga                                                      |
| Lesotho                          |                                   | Řím, Itálie                       | úřad neobsazen                                                         |
| Libanon                          |                                   | Praha, Česko                      | Rola Hamdan                                                            |
| Libye                            |                                   | Praha, Česko                      | Thuraya N M Elmismari (Chargé d'Affaires a.i.)                         |
| Lichtenštejnsko                  |                                   | Vídeň, Rakousko                   | Marie Pia Kothbauer                                                    |
| Litva                            | 21. října 2020                    | Praha, Česko                      | Laimonas Talat-Kelpša                                                  |
| Lotyšsko                         | 15. února 2023                    | Praha, Česko                      | Elita Kuzma                                                            |
| Lucembursko                      | 20. prosince 2021                 | Praha, Česko                      | Ronald Dofing                                                          |
| Madagaskar                       |                                   | Falkensee, Německo                | úřad neobsazen                                                         |
| Maďarsko                         | 21. září 2022                     | Praha, Česko                      | András Baranyi                                                         |
| Malajsie                         | 4. dubna 2023                     | Praha, Česko                      | Suzilah Binti Mohd Sidek                                               |
| Malawi                           | 2. června 2023                    | Berlín, Německo                   | Joseph John Mpinganjira                                                |
| Mali                             | 19. února 2020                    | Řím, Itálie                       | Aly Coulibaly                                                          |
| Malta                            |                                   | Valletta, Malta                   | Godfrey A. Pirotta                                                     |
| Maroko                           |                                   | Praha, Česko                      | Hanane Saadi                                                           |
| Mauricius                        | 21. září 2022                     | Berlín, Německo                   | Christelle Sohun                                                       |
| Mauritánie                       |                                   | Berlín, Německo                   | Mohamed Mahmoud Brahim Khlil                                           |
| Mexiko                           |                                   | Praha, Česko                      | Rosaura Leonora Rueda Gutiérrez                                        |
| Moldavsko                        |                                   | Praha, Česko                      | Alexandru Codreanu                                                     |
| Monako                           |                                   | Monako, Monako                    | úřad neobsazen                                                         |
| Mongolsko                        | 20. prosince 2021                 | Praha, Česko                      | Gansukh Khashkhan Damdin                                               |
| Mosambik                         | 23. února 2022                    | Berlín, Německo                   | Sérgio Nathú Cabá                                                      |
| Myanmar (Barma)                  |                                   | Praha, Česko                      | Phone Lin Kyaing (Chargé d'Affaires a.i.)                              |
| Namibie                          | 23. února 2022                    | Berlín, Německo                   | Martin Andjaba                                                         |
| Německo                          | 17. srpna 2021                    | Praha, Česko                      | Andres Künne                                                           |
| Nepál                            | 13. července 2022                 | Berlín, Německo                   | Ram Kaji Khadka                                                        |
| Niger                            |                                   | Berlín, Německo                   | úřad neobsazen                                                         |
| Nigérie                          | 17. srpna 2021                    | Praha, Česko                      | Kevin Peter                                                            |
| Nikaragua                        |                                   | Vídeň, Rakousko                   | Alvaro Jose Robelo Gonzales                                            |
| Nizozemsko                       | 17. srpna 2021                    | Praha, Česko                      | Daan Feddo Huisinga                                                    |
| Norsko                           | 21. září 2022                     | Praha, Česko                      | Victor Conrad Rønneberg                                                |
| Nový Zéland                      | 21. září 2022                     | Berlín, Německo                   | Craig John Hawke                                                       |
| Omán                             | 9. prosince 2020                  | Vídeň, Rakousko                   | Yousuf Ahmed Hamed Aljabri                                             |
| Pákistán                         | 5. října 2023                     | Praha, Česko                      | Ayesha Ali                                                             |
| Palestina                        |                                   | Praha, Česko                      | Khaled M. Q. Alattrash                                                 |
| Panama                           | 23. února 2022                    | Berlín, Německo                   | Enrique Alberto Thayer Hausz                                           |
| Paraguay                         | 23. února 2022                    | Vídeň, Rakousko                   | Juan Francisco Facetti                                                 |
| Peru                             | 20. prosince 2021                 | Praha, Česko                      | Nestor Francisco Popolizio Bardales                                    |
| Pobřeží slonoviny                | 26. října 2023                    | Berlín, Německo                   | Philippe Mangou                                                        |
| Polsko                           | 21. září 2022                     | Praha, Česko                      | Mateusz Gniazdowski                                                    |
| Portugalsko                      |                                   | Praha, Česko                      | Luís de Almeida Sampaio                                                |
| Rakousko                         | 21. října 2020                    | Praha, Česko                      | Bettina Kirnbauer                                                      |
| Rovníková Guinea                 |                                   | Berlín, Německo                   | úřad neobsazen                                                         |
| Rumunsko                         | 12. května 2021                   | Praha, Česko                      | Maria-Antoaneta Barta                                                  |
| Rusko                            |                                   | Praha, Česko                      | Alexandr Vladimirovič Zemevskij                                        |
| Rwanda                           | 5. října 2023                     | Praha, Česko                      | Richard Masozera                                                       |
| Řecko                            | 9. prosince 2020                  | Praha, Česko                      | Athanassios Paressoglou                                                |
| Salvador                         |                                   | Berlín, Německo                   | Florencia Eugenia Vilanova De Von Oehsen                               |
| Samoa                            | 2. června 2023                    | Brusel, Belgie                    | Francella Maureen Strickland                                           |
| San Marino                       |                                   | San Marino, San Marino            | Pietro Giacomini                                                       |
| Saúdská Arábie                   | 17. srpna 2021                    | Praha, Česko                      | Abdullah Muteb A. Alrasheed                                            |
| Senegal                          | 13. července 2022                 | Varšava, Polsko                   | Papa Diop                                                              |
| Severní Makedonie                | 12. května 2021                   | Praha, Česko                      | Sashko Todorovski                                                      |
| Severní Korea                    | 21. října 2020                    | Praha, Česko                      | Ju Won Chol                                                            |
| Seychely                         |                                   | Brusel, Belgie                    | úřad neobsazen                                                         |
| Sierra Leone                     |                                   | Moskva, Rusko                     | úřad neobsazen                                                         |
| Singapur                         |                                   | Singapur, Singapur                | Tan Soo Khoon                                                          |
| Slovensko                        | 18. října 2023                    | Praha, Česko                      | Ingrid Brocková                                                        |
| Slovinsko                        |                                   | Praha, Česko                      | Tanja Strniša                                                          |
| Somálsko                         |                                   | Moskva, Rusko                     | úřad neobsazen                                                         |
| Spojené státy americké           | 15. února 2023                    | Praha, Česko                      | Bijan Joseph Sabet                                                     |
| Spojené království               | 15. února 2023                    | Praha, Česko                      | Matthew Field                                                          |
| Srbsko                           | 12. května 2021                   | Praha, Česko                      | Berislav Vekić                                                         |
| Suverénní řád Maltézských rytířů |                                   | Praha, Česko                      | Wenceslas de Lobkowicz                                                 |
| Svatý stolec                     | 13. července 2022                 | Praha, Česko                      | Jude Thaddeus Okolo                                                    |
| Svazijsko                        |                                   | Brusel, Belgie                    | úřad neobsazen                                                         |
| Sýrie                            |                                   | Praha, Česko                      | Amira Karawani (Chargé d'Affaires a.i.)                                |
| Šalomounovy ostrovy              |                                   | Brusel, Belgie                    | úřad neobsazen                                                         |
| Španělsko                        | 27. října 2022                    | Praha, Česko                      | Alberto Moreno Humet                                                   |
| Srí Lanka                        | 23. února 2022                    | Vídeň, Rakousko                   | Majintha Jayesinghe                                                    |
| Švédsko                          | 21. října 2020                    | Praha, Česko                      | Fredrik Jörgensen                                                      |
| Švýcarsko                        | 21. října 2020                    | Praha, Česko                      | Philippe Gérald Guex                                                   |
| Tádžikistán                      |                                   | Berlín, Německo                   | Imomudin Sattorov                                                      |
| Tanzanie                         |                                   | Berlín, Německo                   | Abdallah Saleh Possi                                                   |
| Thajsko                          | 12. května 2021                   | Praha, Česko                      | Phasporn Sangasubana                                                   |
| Togo                             |                                   | Berlín, Německo                   | úřad neobsazen                                                         |
| Tunisko                          |                                   | Praha, Česko                      | Yosra Souiden                                                          |
| Turecko                          |                                   | Praha, Česko                      | Egemen Bagis                                                           |
| Turkmenistán                     | 14. července 2023                 | Vídeň, Rakousko                   | Hemra Amannazarov                                                      |
| Uganda                           | 4. března 2024                    | Berlín, Německo                   | Stephen Mubiru                                                         |
| Ukrajina                         |                                   | Praha, Česko                      | Jevhen Perebyjnis                                                      |
| Uruguay                          | 12. května 2021                   | Vídeň, Rakousko                   | Juan Carlos Ojeda Viglione                                             |
| Uzbekistán                       | 21. února 2019                    | Berlín, Německo                   | Nabijon Kasimov                                                        |
| Venezuela                        |                                   | Berlín, Německo                   | úřad neobsazen                                                         |
| Vietnam                          | 4. března 2024                    | Praha, Česko                      | Hoai Nam Duong                                                         |
| Východní Timor                   | 2. června 2023                    | Brusel, Belgie                    | Jorge Trindade Neves de Camões                                         |
| Zambie                           |                                   | Berlín, Německo                   | úřad neobsazen                                                         |
| Zimbabwe                         |                                   | Ženeva, Švýcarsko                 | úřad neobsazen                                                         |